# ATP Challenger Vancouver
Das ATP Challenger Vancouver (offizieller Name: Odlum Brown Vanopen) war ein zwischen 2005 und 2022 stattfindendes Tennisturnier in Vancouver, Kanada. Im Jahr 2016 fand es nicht statt, wurde jedoch bereits im Folgejahr wieder ausgetragen. Es war Teil der ATP Challenger Tour und wurde im Freien auf Hartplatz ausgetragen. Schon 1987 sowie 1993 fand jeweils ein Turnier an selber Stelle statt. Im Einzelbewerb konnte Dudi Sela viermal gewinnen. Rekordsieger im Doppelbewerb mit jeweils drei Erfolgen sind Travis Parrott und Treat Huey mit jeweils zwei unterschiedlichen Partnern.

## Liste der Sieger

### Einzel
| Jahr                         | Sieger               | Finalgegner        | Ergebnis          |
| ---------------------------- | -------------------- | ------------------ | ----------------- |
| 2022                         | Constant Lestienne   | Arthur Rinderknech | 6:0, 4:6, 6:3     |
| 2020–2021: nicht ausgetragen |                      |                    |                   |
| 2019                         | Ričardas Berankis    | Jason Jung         | 6:3, 5:7, 6:4     |
| 2018                         | Daniel Evans         | Jason Kubler       | 4:6, 7:5, 7:63    |
| 2017                         | Cedrik-Marcel Stebe  | Jordan Thompson    | 6:0, 6:1          |
| 2016                         | nicht ausgetragen    | nicht ausgetragen  | nicht ausgetragen |
| 2015                         | Dudi Sela (4)        | John-Patrick Smith | 6:4, 7:5          |
| 2014                         | Marcos Baghdatis (2) | Farrux Doʻstov     | 7:66, 6:3         |
| 2013                         | Vasek Pospisil       | Daniel Evans       | 6:0, 1:6, 7:5     |
| 2012                         | Igor Sijsling        | Serhij Bubka       | 6:1, 7:5          |
| 2011                         | James Ward           | Robby Ginepri      | 7:5, 6:4          |
| 2010                         | Dudi Sela (3)        | Ričardas Berankis  | 7:5, 6:2          |
| 2009                         | Marcos Baghdatis (1) | Xavier Malisse     | 6:4, 6:4          |
| 2008                         | Dudi Sela (2)        | Kevin Kim          | 6:3, 6:0          |
| 2007                         | Frédéric Niemeyer    | Sam Querrey        | 4:6, 6:4, 6:3     |
| 2006                         | Rik De Voest         | Amer Delić         | 7:64, 6:2         |
| 2005                         | Dudi Sela (1)        | Paul Baccanello    | 6:2, 6:3          |
| 1994–2004: nicht ausgetragen |                      |                    |                   |
| 1993                         | Kenny Thorne         | Albert Chang       | 6:3, 6:3          |
| 1988–1992: nicht ausgetragen |                      |                    |                   |
| 1987                         | Grant Connell        | Alexander Mronz    | 7:6, 6:1          |

### Doppel
| Jahr                         | Sieger                              | Finalgegner                       | Ergebnis           |
| ---------------------------- | ----------------------------------- | --------------------------------- | ------------------ |
| 2022                         | André Göransson Ben McLachlan       | Treat Huey John-Patrick Smith     | 6:74, 7:67, [11:9] |
| 2020–2021: nicht ausgetragen |                                     |                                   |                    |
| 2019                         | Robert Lindstedt Jonny O’Mara       | Treat Huey Adil Shamasdin         | 6:2, 7:5           |
| 2018                         | Luke Bambridge Neal Skupski (2)     | Marc Polmans Max Purcell          | 4:6, 6:3, [10:6]   |
| 2017                         | Jamie Cerretani Neal Skupski (1)    | Treat Huey Robert Lindstedt       | 7:66, 6:2          |
| 2016                         | nicht ausgetragen                   | nicht ausgetragen                 | nicht ausgetragen  |
| 2015                         | Treat Huey (3) Frederik Nielsen     | Yuki Bhambri Michael Venus        | 7:64, 6:73, [10:5] |
| 2014                         | Austin Krajicek John-Patrick Smith  | Marcus Daniell Artem Sitak        | 6:3, 4:6, [10:8]   |
| 2013                         | Jonathan Erlich Andy Ram            | Jamie Cerretani Adil Shamasdin    | 6:1, 6:4           |
| 2012                         | Maxime Authom Ruben Bemelmans       | John Peers John-Patrick Smith     | 6:4, 6:2           |
| 2011                         | Treat Huey (2) Travis Parrott (3)   | Jordan Kerr David Martin          | 6:2, 1:6, [16:14]  |
| 2010                         | Treat Huey (1) Dominic Inglot       | Ryan Harrison Jesse Levine        | 6:4, 7:5           |
| 2009                         | Kevin Anderson Rik De Voest (2)     | Ramón Delgado Kaes Van’t Hof      | 6:4, 6:4           |
| 2008                         | Eric Butorac (2) Travis Parrott (2) | Rik De Voest Ashley Fisher        | 6:4, 7:63          |
| 2007                         | Rik De Voest (1) Ashley Fisher (2)  | Alex Kuznetsov Donald Young       | 6:1, 6:2           |
| 2006                         | Eric Butorac (1) Travis Parrott (1) | Rik De Voest Glenn Weiner         | 4:6, 6:3, [11:9]   |
| 2005                         | Ashley Fisher (1) Tripp Phillips    | Huntley Montgomery Rajeev Ram     | 7:66, 1:6, 6:3     |
| 1994–2004: nicht ausgetragen |                                     |                                   |                    |
| 1993                         | Ellis Ferreira Richard Schmidt      | Richard Matuszewski John Sullivan | 7:5, 4:6, 6:3      |
| 1988–1992: nicht ausgetragen |                                     |                                   |                    |
| 1987                         | Grant Connell Glenn Michibata       | Josef Brabenec Tony Macken        | 6:4, 6:2           |